# Ireneo Portela
Ireneo Portela (Buenos Aires, 15 de julio de 1802 – Buenos Aires, 24 de agosto de 1861), fue un médico y político argentino .

## Biografía
Hijo del cambadés Antonio Portela y de la porteña Eulalia Isabel Islas de Garay, estudió medicina en la Universidad de Buenos Aires, graduándose a los 22 años. Al año siguiente recibió una beca del gobierno de porteño para perfeccionar sus estudios en París, donde conoció a Esteban Echeverría, quien influyó en gran parte de su ideología política.
Volvió en el año 1830, y cuatro años más tarde fue elegido diputado a la Legislatura, siendo reelecto en 1836. Estuvo presente en la sesión en la que se le otorgó la "Suma del poder público" a Juan Manuel de Rosas. Durante la epidemia de escarlatina de 1836, prestó sus servicios profesionales. Durante este período casó con Isabel Martínez, de quien quedó viudo luego de poco tiempo y con la que tuvo solo una hija, Juana Isabel Portela.Se casó con la montevideana Amelia Álvarez, hija del doctor Julián Álvarez, con la que tuvo nueve hijos. Durante este período, continuó ejerciendo la medicina y además se mantuvo en contacto con el General Juan Lavalle y otros importantes personajes opositores de Rosas. Tal confianza tenía en él Lavalle, que lo nombró delegado junto con Florencio Varela, el Goyo Gómez, Valentín Alsina y Juan José Cernadas, para la firma de un acuerdo con Bouchet-Martigny, cónsul de Francia. Durante el Bloqueo anglo-francés del Río de la Plata, se preparó para desembarcar del buque de guerra francés, junto con Juan Bautista Alberdi, en Buenos Aires. Al ser derrotados los franceses, Portela debió escapar al Brasil, donde vivió hasta el derrocamiento de Rosas, en 1852.
Cuando volvió, se doctoró en medicina y fue elegido diputado. Ese mismo año, será uno de los diputados, junto a Bartolomé Mitre y Dalmacio Vélez Sársfield, a los que Urquiza obligaría a exiliarse. También fue nombrado presidente del Consejo de Higiene, y como tal prestó sus servicios a la ciudad durante el sitio de Buenos Aires, de 1853. En julio de 1853, cuando una bala alcanzó en la cabeza a Mitre durante el sitio llevado a cabo por Hilario Lagos, el doctor Portela fue consultado y señaló que Mitre debería ser operado rápidamente, en menos de una hora, o moriría. Siguiendo el consejo del respetado doctor, Hilario de Almeyra operó al futuro presidente.
En 1854, fue designado Ministro de Gobierno, aunque más tarde renunció a su cargo. Seis años más tarde se desempeñó como miembro de la Convención Constituyente que sancionó varias nuevas reformas para la Constitución Argentina de 1853. Al año siguiente fue elegido senador por la provincia. Falleció ese mismo año en Buenos Aires.
Sus hijos se entrelazaron con familias importantes de la Argentina y el Uruguay, además de ocupar ellos mismos importantes cargos públicos. Su hija Julia casó con su primo, el militar Octavio Ramírez. Su hijo Máximo, se casó con Ana Cantilo, y ocupó importantes cargos públicos, al igual que su hermano mellizo Epifanio, que se casó con Dalinda Riera. Su hija Pascuala se casó con el político Emilio Carranza y sus hijas Felicia y Amelia Portela se casaron sucesivamente con el médico y decano Leopoldo Montes de Oca.
Como médico, fue una de las más importantes figuras de la Argentina del siglo XIX y como político, fue muy apreciado por la gente de Buenos Aires,[cita requerida] pero su muerte a la edad de 59 años, no le permitió continuar en la actividad política. Aun siendo un personaje con tanta participación en la política de Buenos Aires, su actuación ha sido pasada por alto por los historiadores, especialmente a partir de 1960[cita requerida]. Aún en 1961, a cien años de su muerte, se recordaba a este importante hombre al que se celebró una misa en su honor y varios homenajes fueron publicados en los diarios y revistas de Buenos Aires.
- Datos: Q5920223